# Ion Codreanu (general)
Ion Codreanu (n. 1891 – d. 1960) a fost un general român, care a luptat în cel de-al doilea război mondial.

## Biografie
Este fratele lui Gheorghe Codreanu zis „Ghiță a Mariței”, veteran al războiului pentru întregirea neamului. Urmează cursurile Școlii primare ale școlii din Bălăbănești (școală care a dat țării mulți oameni de seamă).
După școala primară, urmează cursurile Liceului „Ghe. Roșca Codreanu” din Bîrlad, pe care îl absolvă în 1910. În același an se înscrie la Școala de Ofițeri Superiori din Tîrgoviște.

## Participare la război
- În anul 1912 a participat la războiul din Bulgaria în timpul primului război balcanic.
- În vara și toamna 1916, a participat la luptele pentru apărarea Moldovei.
- În 1941 intră în Basarabia odată cu Armata Română care urma ordinele generalului Ion Antonescu: „Ostași, Vă ordon: Treceți Prutul!”. Ajunge cu Armata Română până la Odessa unde este operat la rinichi.

## Funcții deținute
- 1939 - Este avansat la gradul de General.
- 1941 - Director al Înaltului Comandament al Cavaleriei.
- 1941 – 1942 - Comandantul Diviziei 6 Cavalerie.
- 1942 - Șeful Serviciului Documentare din Statul Major General.
- 1942 – 1943 - Șeful Casei Regale.
- 1943 - Subșef al Statului Major General.
- 1943 – 1944 - Comandantul Școlii Superioare de Război.
- 1944 - Șeful Operațiunilor în Statul Major General.
- 1945 – 1946 - Inspector de Cavalerie.
- 1946 – 1947 - Comandantul Corpului 2 Armată.
- 1947 - Trecut în rezervă.
- 1947 - Trecut în retragere.

În primăvara anului 1947, vine la el un ofițer de la Direcția Politică a Armatei și îi solicită să citească la radio o declarație din care să rezulte că Bucureștiul a fost eliberat de armata sovietică. Refuză cu vehemență să citească declarația impusă pe motiv că încalcă statutul de ofițer superior al armatei române. Ca pedeapsă pentru refuz, este scos la pensie.
Generalul Ion Codreanu a locuit în București, în zona Parcului Cișmigiu.

## Decorații
- Ordinul „Steaua României” în gradul de ofițer (8 iunie 1940)[1]